# Colostygia ochroleucata
Colostygia ochroleucata là một loài bướm đêm trong họ Geometridae.